# Maksim Ramaščanka
Maksim Jur"evič Ramaščanka (in bielorusso Максім Юр’евіч Рамашчанка?, in russo Максим Юрьевич Ромащенко?, Maksim Jur'evič Romaščenko, in ucraino Максим Юрійович Ромащенко?, Maksym Jurijovič Romaščenko; traslitterazione anglosassone Maksim Romaschenko; Pavlohrad, 31 luglio 1976) è un allenatore di calcio ed ex calciatore ucraino naturalizzato bielorusso, di ruolo centrocampista.

## Biografia
Suo fratello Miroslav è anch'egli un ex calciatore, che ha avuto un figlio di nome Nikita, anch'egli calciatore.

## Carriera

### Club
Ha giocato nella prima divisione russa, turca e bielorussa.

### Nazionale
Detiene il record di reti segnate con la nazionale bielorussa: 20 reti segnate in 64 partite disputate.

## Statistiche

### Cronologia presenze e reti in nazionale
| Cronologia completa delle presenze e delle reti in nazionale ― Bielorussia | Cronologia completa delle presenze e delle reti in nazionale ― Bielorussia | Cronologia completa delle presenze e delle reti in nazionale ― Bielorussia | Cronologia completa delle presenze e delle reti in nazionale ― Bielorussia | Cronologia completa delle presenze e delle reti in nazionale ― Bielorussia | Cronologia completa delle presenze e delle reti in nazionale ― Bielorussia | Cronologia completa delle presenze e delle reti in nazionale ― Bielorussia | Cronologia completa delle presenze e delle reti in nazionale ― Bielorussia |
| Data                                                                       | Città                                                                      | In casa                                                                    | Risultato                                                                  | Ospiti                                                                     | Competizione                                                               | Reti                                                                       | Note                                                                       |
| -------------------------------------------------------------------------- | -------------------------------------------------------------------------- | -------------------------------------------------------------------------- | -------------------------------------------------------------------------- | -------------------------------------------------------------------------- | -------------------------------------------------------------------------- | -------------------------------------------------------------------------- | -------------------------------------------------------------------------- |
| 7-8-1998                                                                   | Minsk                                                                      | Bielorussia                                                                | 5 – 0                                                                      | Lituania                                                                   | Amichevole                                                                 | 1                                                                          |                                                                            |
| 19-8-1998                                                                  | Vilnius                                                                    | Lituania                                                                   | 0 – 3                                                                      | Bielorussia                                                                | Amichevole                                                                 | 1                                                                          |                                                                            |
| 5-9-1998                                                                   | Minsk                                                                      | Bielorussia                                                                | 0 – 0                                                                      | Danimarca                                                                  | Qual. Euro 2000                                                            | -                                                                          |                                                                            |
| 14-10-1998                                                                 | Cardiff                                                                    | Galles                                                                     | 3 – 2                                                                      | Bielorussia                                                                | Qual. Euro 2000                                                            | -                                                                          |                                                                            |
| 9-2-1999                                                                   | Haifa                                                                      | Israele                                                                    | 2 – 1                                                                      | Bielorussia                                                                | Amichevole                                                                 | -                                                                          |                                                                            |
| 27-3-1999                                                                  | Minsk                                                                      | Bielorussia                                                                | 0 – 1                                                                      | Svizzera                                                                   | Qual. Euro 2000                                                            | -                                                                          |                                                                            |
| 31-3-1999                                                                  | Ancona                                                                     | Italia                                                                     | 1 – 1                                                                      | Bielorussia                                                                | Qual. Euro 2000                                                            | -                                                                          |                                                                            |
| 19-5-1999                                                                  | Tula                                                                       | Russia                                                                     | 1 – 1                                                                      | Bielorussia                                                                | Amichevole                                                                 | -                                                                          |                                                                            |
| 5-6-1999                                                                   | Copenaghen                                                                 | Danimarca                                                                  | 1 – 0                                                                      | Bielorussia                                                                | Qual. Euro 2000                                                            | -                                                                          |                                                                            |
| 18-8-1999                                                                  | Minsk                                                                      | Bielorussia                                                                | 0 – 2                                                                      | Russia                                                                     | Amichevole                                                                 | -                                                                          |                                                                            |
| 4-9-1999                                                                   | Minsk                                                                      | Bielorussia                                                                | 1 – 2                                                                      | Galles                                                                     | Qual. Euro 2000                                                            | -                                                                          |                                                                            |
| 8-9-1999                                                                   | Losanna                                                                    | Svizzera                                                                   | 2 – 0                                                                      | Bielorussia                                                                | Qual. Euro 2000                                                            | -                                                                          |                                                                            |
| 9-10-1999                                                                  | Minsk                                                                      | Bielorussia                                                                | 0 – 0                                                                      | Italia                                                                     | Qual. Euro 2000                                                            | -                                                                          |                                                                            |
| 26-4-2000                                                                  | Andorra La Vella                                                           | Andorra                                                                    | 2 – 0                                                                      | Bielorussia                                                                | Amichevole                                                                 | -                                                                          |                                                                            |
| 4-6-2000                                                                   | Tallinn                                                                    | Estonia                                                                    | 2 – 0                                                                      | Bielorussia                                                                | Amichevole                                                                 | -                                                                          |                                                                            |
| 16-8-2000                                                                  | Riga                                                                       | Lettonia                                                                   | 0 – 2                                                                      | Bielorussia                                                                | Amichevole                                                                 | -                                                                          |                                                                            |
| 2-9-2000                                                                   | Minsk                                                                      | Bielorussia                                                                | 2 – 1                                                                      | Galles                                                                     | Qual. Mondiali 2002                                                        | -                                                                          |                                                                            |
| 7-10-2000                                                                  | Łódź                                                                       | Polonia                                                                    | 3 – 1                                                                      | Bielorussia                                                                | Qual. Mondiali 2002                                                        | -                                                                          |                                                                            |
| 11-10-2000                                                                 | Minsk                                                                      | Bielorussia                                                                | 2 – 1                                                                      | Armenia                                                                    | Qual. Mondiali 2002                                                        | -                                                                          |                                                                            |
| 24-3-2001                                                                  | Kiev                                                                       | Ucraina                                                                    | 0 – 0                                                                      | Bielorussia                                                                | Qual. Mondiali 2002                                                        | -                                                                          |                                                                            |
| 28-3-2001                                                                  | Minsk                                                                      | Bielorussia                                                                | 2 – 1                                                                      | Norvegia                                                                   | Qual. Mondiali 2002                                                        | -                                                                          |                                                                            |
| 1-9-2001                                                                   | Minsk                                                                      | Bielorussia                                                                | 0 – 2                                                                      | Ucraina                                                                    | Qual. Mondiali 2002                                                        | -                                                                          |                                                                            |
| 5-9-2001                                                                   | Minsk                                                                      | Bielorussia                                                                | 4 – 1                                                                      | Polonia                                                                    | Qual. Mondiali 2002                                                        | -                                                                          |                                                                            |
| 17-4-2002                                                                  | Debrecen                                                                   | Ungheria                                                                   | 2 – 5                                                                      | Bielorussia                                                                | Amichevole                                                                 | -                                                                          |                                                                            |
| 17-5-2002                                                                  | Mosca                                                                      | Russia                                                                     | 1 – 1                                                                      | Bielorussia                                                                | Amichevole                                                                 | -                                                                          |                                                                            |
| 19-5-2002                                                                  | Mosca                                                                      | Bielorussia                                                                | 2 – 0                                                                      | Ucraina                                                                    | Amichevole                                                                 | -                                                                          |                                                                            |
| 21-8-2002                                                                  | Riga                                                                       | Lettonia                                                                   | 2 – 4                                                                      | Bielorussia                                                                | Amichevole                                                                 | 2                                                                          |                                                                            |
| 7-9-2002                                                                   | Eindhoven                                                                  | Paesi Bassi                                                                | 3 – 0                                                                      | Bielorussia                                                                | Qual. Euro 2004                                                            | -                                                                          |                                                                            |
| 16-10-2002                                                                 | Teplice                                                                    | Rep. Ceca                                                                  | 2 – 0                                                                      | Bielorussia                                                                | Qual. Euro 2004                                                            | -                                                                          |                                                                            |
| 29-3-2003                                                                  | Minsk                                                                      | Bielorussia                                                                | 2 – 1                                                                      | Moldavia                                                                   | Qual. Euro 2004                                                            | -                                                                          |                                                                            |
| 2-4-2003                                                                   | Minsk                                                                      | Bielorussia                                                                | 2 – 2                                                                      | Uzbekistan                                                                 | Amichevole                                                                 | -                                                                          |                                                                            |
| 30-4-2003                                                                  | Tashkent                                                                   | Uzbekistan                                                                 | 1 – 2                                                                      | Bielorussia                                                                | Amichevole                                                                 | -                                                                          |                                                                            |
| 7-6-2003                                                                   | Minsk                                                                      | Bielorussia                                                                | 0 – 2                                                                      | Paesi Bassi                                                                | Qual. Euro 2004                                                            | -                                                                          |                                                                            |
| 11-6-2003                                                                  | Innsbruck                                                                  | Austria                                                                    | 5 – 0                                                                      | Bielorussia                                                                | Qual. Euro 2004                                                            | -                                                                          |                                                                            |
| 20-8-2003                                                                  | Minsk                                                                      | Bielorussia                                                                | 2 – 1                                                                      | Iran                                                                       | Amichevole                                                                 | 1                                                                          |                                                                            |
| 6-9-2003                                                                   | Minsk                                                                      | Bielorussia                                                                | 1 – 3                                                                      | Rep. Ceca                                                                  | Qual. Euro 2004                                                            | -                                                                          |                                                                            |
| 10-9-2003                                                                  | Chișinău                                                                   | Moldavia                                                                   | 2 – 1                                                                      | Bielorussia                                                                | Qual. Euro 2004                                                            | -                                                                          |                                                                            |
| 18-2-2004                                                                  | Nicosia                                                                    | Cipro                                                                      | 0 – 2                                                                      | Bielorussia                                                                | Amichevole                                                                 | 2                                                                          |                                                                            |
| 19-2-2004                                                                  | Nicosia                                                                    | Romania                                                                    | 2 – 0                                                                      | Bielorussia                                                                | Amichevole                                                                 | -                                                                          |                                                                            |
| 21-2-2004                                                                  | Riga                                                                       | Lettonia                                                                   | 1 – 4                                                                      | Bielorussia                                                                | Amichevole                                                                 | 3                                                                          |                                                                            |
| 28-4-2004                                                                  | Minsk                                                                      | Bielorussia                                                                | 1 – 0                                                                      | Lituania                                                                   | Amichevole                                                                 | -                                                                          |                                                                            |
| 18-8-2004                                                                  | Istanbul                                                                   | Turchia                                                                    | 1 – 2                                                                      | Bielorussia                                                                | Amichevole                                                                 | -                                                                          |                                                                            |
| 8-9-2004                                                                   | Oslo                                                                       | Norvegia                                                                   | 1 – 1                                                                      | Bielorussia                                                                | Qual. Mondiali 2006                                                        | -                                                                          |                                                                            |
| 9-10-2004                                                                  | Minsk                                                                      | Bielorussia                                                                | 4 – 0                                                                      | Moldavia                                                                   | Qual. Mondiali 2006                                                        | 1                                                                          |                                                                            |
| 13-10-2004                                                                 | Parma                                                                      | Italia                                                                     | 4 – 3                                                                      | Bielorussia                                                                | Qual. Mondiali 2006                                                        | 2                                                                          |                                                                            |
| 9-2-2005                                                                   | Minsk                                                                      | Bielorussia                                                                | 3 – 1                                                                      | Polonia                                                                    | Amichevole                                                                 | -                                                                          |                                                                            |
| 30-3-2005                                                                  | Celje                                                                      | Slovenia                                                                   | 1 – 1                                                                      | Bielorussia                                                                | Qual. Mondiali 2006                                                        | -                                                                          |                                                                            |
| 16-8-2006                                                                  | Minsk                                                                      | Bielorussia                                                                | 3 – 0                                                                      | Andorra                                                                    | Amichevole                                                                 | -                                                                          |                                                                            |
| 2-9-2006                                                                   | Minsk                                                                      | Bielorussia                                                                | 2 – 2                                                                      | Albania                                                                    | Qual. Euro 2008                                                            | 1                                                                          |                                                                            |
| 6-9-2006                                                                   | Eindhoven                                                                  | Paesi Bassi                                                                | 3 – 0                                                                      | Bielorussia                                                                | Qual. Euro 2008                                                            | -                                                                          |                                                                            |
| 7-10-2006                                                                  | Bucarest                                                                   | Romania                                                                    | 3 – 1                                                                      | Bielorussia                                                                | Qual. Euro 2008                                                            | -                                                                          |                                                                            |
| 11-10-2006                                                                 | Minsk                                                                      | Bielorussia                                                                | 4 – 2                                                                      | Slovenia                                                                   | Qual. Euro 2008                                                            | -                                                                          |                                                                            |
| 22-8-2007                                                                  | Minsk                                                                      | Bielorussia                                                                | 2 – 1                                                                      | Israele                                                                    | Amichevole                                                                 | 1                                                                          |                                                                            |
| 8-9-2007                                                                   | Minsk                                                                      | Bielorussia                                                                | 1 – 3                                                                      | Romania                                                                    | Qual. Euro 2008                                                            | 1                                                                          |                                                                            |
| 12-9-2007                                                                  | Celje                                                                      | Slovenia                                                                   | 1 – 0                                                                      | Bielorussia                                                                | Qual. Euro 2008                                                            | -                                                                          |                                                                            |
| 13-10-2007                                                                 | Minsk                                                                      | Bielorussia                                                                | 0 – 1                                                                      | Lussemburgo                                                                | Qual. Euro 2008                                                            | -                                                                          |                                                                            |
| 17-10-2007                                                                 | Ramat Gan                                                                  | Israele                                                                    | 2 – 1                                                                      | Bielorussia                                                                | Amichevole                                                                 | 1                                                                          |                                                                            |
| 17-11-2007                                                                 | Tirana                                                                     | Albania                                                                    | 2 – 4                                                                      | Bielorussia                                                                | Qual. Euro 2008                                                            | 2                                                                          |                                                                            |
| 21-11-2007                                                                 | Minsk                                                                      | Bielorussia                                                                | 2 – 1                                                                      | Paesi Bassi                                                                | Qual. Euro 2008                                                            | -                                                                          |                                                                            |
| 2-2-2008                                                                   | Ta' Qali                                                                   | Bielorussia                                                                | 2 – 0                                                                      | Islanda                                                                    | Amichevole                                                                 | -                                                                          | cap.                                                                       |
| 4-2-2008                                                                   | Erevan                                                                     | Armenia                                                                    | 2 – 1                                                                      | Bielorussia                                                                | Amichevole                                                                 | -                                                                          | cap.                                                                       |
| 6-2-2008                                                                   | Ta' Qali                                                                   | Malta                                                                      | 0 – 1                                                                      | Bielorussia                                                                | Amichevole                                                                 | 1                                                                          |                                                                            |
| 26-3-2008                                                                  | Minsk                                                                      | Bielorussia                                                                | 2 – 2                                                                      | Turchia                                                                    | Amichevole                                                                 | -                                                                          |                                                                            |
| 27-5-2008                                                                  | Dortmund                                                                   | Germania                                                                   | 2 – 2                                                                      | Bielorussia                                                                | Amichevole                                                                 | -                                                                          |                                                                            |
| Totale                                                                     |                                                                            | Presenze (9º posto)                                                        | 64                                                                         |                                                                            | Reti (1º posto)                                                            | 20                                                                         |                                                                            |

## Palmarès

### Club

#### Competizioni nazionali
- Coppa di Turchia: 1

Trazbonspor: 2003-2004

### Individuale
- Calciatore bielorusso dell'anno: 1

2004